# 科克斯堡 (密西西比州)
科克斯堡（英語：Coxburg）是位於美國密西西比州霍爾姆斯縣的非建制地區。

## 歷史
科克斯堡的郵局於1884年設立，其後於1908年停運。

## 地理
科克斯堡所處的海拔為高於海平面104米（即341英呎），而該地所採用的時區為UTC-6，即北美中部時區（CST）。同時該地設有夏令時間，為UTC-6調快一小時，即UTC-5（CDT）。